# Belle Brockhoff
Belle Brockhoff (ur. 12 stycznia 1993 w East Melbourne) – australijska snowboardzistka, specjalizująca się w snowcrossie. W 2014 roku wystartowała na igrzyskach olimpijskich w Soczi, gdzie uplasowała się na ósmym miejscu. Była też między innymi czwarta indywidualnie podczas mistrzostw świata w Idre Fjäll w 2021 roku. Na tej samej imprezie wywalczyła złoty medal wraz z Jarrydem Hughesem w rywalizacji drużynowej. Najlepsze wyniki w Pucharze Świata osiągnęła w sezonie 2019/2020, kiedy to zajęła drugie miejsce w klasyfikacji generalnej snowboardcrossu. Na podium zawodów tego cyklu po raz pierwszy stanęła 7 grudnia 2012 roku w austriackim Montafon, gdzie była trzecia.

## Życie osobiste
W sierpniu 2013 roku zadeklarowała, że jest lesbijką.

## Osiągnięcia

### Igrzyska olimpijskie
| Miejsce | Dzień     | Rok  | Miejscowość | Konkurencja    | Zwyciężczyni   |
| ------- | --------- | ---- | ----------- | -------------- | -------------- |
| 8.      | 16 lutego | 2014 | Soczi       | Snowboardcross | Eva Samková    |
| 11.     | 16 lutego | 2018 | Pjongczang  | Snowboardcross | Michela Moioli |

### Mistrzostwa świata
| Miejsce | Dzień       | Rok  | Miejscowość   | Konkurencja              | Zwyciężczyni       |
| ------- | ----------- | ---- | ------------- | ------------------------ | ------------------ |
| 13.     | 26 stycznia | 2013 | Stoneham      | Snowboardcross           | Maëlle Ricker      |
| 7.      | 16 stycznia | 2015 | Kreischberg   | Snowboardcross           | Lindsey Jacobellis |
| DNS     | 12 marca    | 2017 | Sierra Nevada | Snowboardcross           | Lindsey Jacobellis |
| 4.      | 11 lutego   | 2021 | Idre Fjäll    | Snowboardcross           | Charlotte Bankes   |
| 1.      | 12 lutego   | 2021 | Idre Fjäll    | Snowboardcross drużynowy | –                  |

### Puchar Świata

#### Miejsca w klasyfikacji generalnej snowcrossu
- sezon 2010/2011: 107.
- sezon 2011/2012: 24.
- sezon 2012/2013: 9.
- sezon 2013/2014: 12.
- sezon 2014/2015: 5.
- sezon 2015/2016: 3.
- sezon 2016/2017: 3.
- sezon 2017/2018: 40.
- sezon 2018/2019: –
- sezon 2019/2020: 2.
- sezon 2020/2021: 20.
- sezon 2021/2022:

#### Miejsca na podium w zawodach
1. Montafon – 7 grudnia 2012 (snowcross) - 3. miejsce
2. Sołniecznaja dolina – 21 lutego 2016 (snowcross) - 2. miejsce
3. Veysonnaz – 5 marca 2016 (snowcross) - 2. miejsce
4. Baqueira Beret – 20 marca 2016 (snowcross) - 1. miejsce
5. Montafon – 16 grudnia 2016 (snowcross) - 1. miejsce
6. Bansko – 4 lutego 2017 (snowcross) - 1. miejsce
7. Feldberg – 11 lutego 2017 (snowcross) - 2. miejsce
8. Montafon – 13 grudnia 2019 (snowcross) - 3. miejsce
9. Big White – 25 stycznia 2020 (snowcross) - 2. miejsce
10. Big White – 26 stycznia 2020 (snowcross) - 1. miejsce
11. Sierra Nevada – 7 marca 2020 (snowcross) - 3. miejsce
12. Veysonnaz – 13 marca 2020 (snowcross) - 3. miejsce
13. Montafon – 10 grudnia 2021 (snowcross) – 2. miejsce
14. Cervinia – 18 grudnia 2021 (snowcross) – 3. miejsce